# ژیتنیتسه
ژیتنیتسه (به لاتین: Žitenice) یک منطقهٔ مسکونی در جمهوری چک است که در شهرستان لیتومیه‌رژیتسه واقع شده‌است. ژیتنیتسه ۱۳٫۰۷ کیلومتر مربع مساحت و ۱٬۴۱۳ نفر جمعیت دارد و ۲۳۹ متر بالاتر از سطح دریا واقع شده‌است.